# Anthony Jasmin
Anthony Jasmin var en dansk duo, som deltog i X Factor 2014 med Thomas Blachman som mentor. De vandt den 28. marts 2014 over Lucy Mardou og Henriette Haubjerg, som den første gruppe nogensinde i den danske udgave af X Factor. Duoen skrev på Facebook den 28. oktober 2014, at de har valgt at stoppe med at lave musik sammen. 
Duoens to medlemmer havde oprindeligt stillet op hver for sig til X Factor, men da de ikke nåede igennem som individuelle kandidater, bragte Blachman dem sammen.
Den ene halvdel af duoen, den tyveårige Anthony Lopez, går til daglig på elitesportslinjen på hhx på CPH West.
Før X Factor havde han ikke optrådt.
Den anden halvdel er Jasmin Dahl, en 15-årig skoleelev fra Grønnemose Skole i Søborg. Som enebarn af en musikalsk familie fra Færøerne og Sudan har hun boet i Høje Gladsaxe, siden hun var fem år, og drømt om X Factor, siden hun var 10 år gammel.
Jasmin havde før X Factor optrådt i flere mindre sammenhænge og udgivet sangene på sin YouTube-kanal.
Foruden Blachman var Anthony Jasmin støttet af dj'en Djuna Barnes og Claus Hempler.
Vindersangen, "Do Ya", blev udgivet på blandt andet iTunes og Spotify kort efter sejren og blev dermed den første single fra duoen.
Allerede et par dage efter konkurrencen var sangen placeret som nummer 3 på WiMP's hitliste og nummer ét på iTunes. Sangen opnåede en førsteplads på Hitlisten.
Præmien, som vinderne af X Factor får, er en digital udgivelse - en EP, bestående af fire numre produceret i samarbejde med den amerikanske producer John Shanks og et ti uger langt kreativt forløb med rutinerede kræfter i musikbranchen.
Anthony Jasmin skrev på Facebook, at de den 6. maj tog til Los Angeles, Hollywood for at arbejde på deres nye musik i samarbejde med John Shanks. Debut-ep'en "Stick together" udkom den 16. juni 2014.
Anthony Deltog i Dansk Melodi Grand Prix 2017 med sangen "Smoke in My Eyes" men han gik ikke videre til superfinalen.

## Diskografi

### EP'er
- Stick Together (2014)

### Singler
| År   | Titel            | Højeste placering | Certificering        |
| År   | Titel            | Download          | Certificering        |
| ---- | ---------------- | ----------------- | -------------------- |
| 2014 | "Do Ya"          | 1                 | - Platin (streaming) |
| 2014 | "Stick Together" |                   |                      |